# Медведев, Павел Юрьевич
Па́вел Ю́рьевич Медве́дев (23 сентября 1991, Гомель) — белорусский гребец-байдарочник, выступает за сборную Белоруссии с 2010 года. Дважды серебряный призёр чемпионатов мира, многократный победитель национальных и молодёжных регат. На соревнованиях представляет Гомельскую область, мастер спорта международного класса.

## Биография
Павел Медведев родился 23 сентября 1991 года в Гомеле. Активно заниматься греблей начал в раннем детстве, проходил подготовку в гомельской специализированной детско-юношеской школе олимпийского резерва «Дельфин» под руководством тренера  В.А.Арешко.
Далее проходил обучение и подготовку в училище олимпийского резерва города Гомеля под руководством В. А. Байкова.
В настоящее время проходит обучение в государственной школе высшего спортивного мастерства и тренируется у старшего тренера сборной В. В. Шантаровича. Член Федерации профсоюзов Беларуси.
Первого серьёзного успеха Медведев добился в 2011 году, когда завоевал серебряную медаль на чемпионате мира в венгерском Сегеде — в программе байдарок-одиночек финишировал вторым на дистанции 500 метров, пропустив вперёд лишь титулованного поляка Марека Твардовского.
В 2013 году побывал на чемпионате мира в немецком Дуйсбурге, откуда привёз ещё одну награду серебряного достоинства, выигранную вместе с напарником Олегом Юреней в гонке на 1000 метров.
Также, будучи студентом, принял участие в летней Универсиаде в Казани, где в составе четырёхместного белорусского экипажа стал серебряным и бронзовым призёром в полукилометровой и километровой дисциплинах соответственно.
На первенстве мира 2014 года в Москве в паре с Юреней смог пробиться в финальную стадию на тысяче метров, однако в решающем заезде занял лишь восьмое место.
Имеет высшее образование, окончил Мозырский государственный педагогический университет имени И. П. Шамякина.